# Dacromet
Il dacromet è un processo di rivestimento non galvanico a base di zinco, alluminio e cromo, utilizzato per la protezione anticorrosione di viti, dadi, molle, e altri pezzi metallici, soprattutto nel campo automobilistico.
I pezzi trattati hanno un'ottima resistenza anche a fenomeni corrosivi quali la nebbia salina e sono pertanto particolarmente utilizzati nei cantieri navali. Sono anche molto utilizzati nella costruzione di automobili.
I pezzi trattati possono avere diversi gradi di finitura (A e B) e il prodotto può o meno avere proprietà lubrificanti. Esiste anche un simile procedimento ("geomet") nel quale non si utilizza il cromo, e pertanto privo di metalli pesanti.
Il procedimento prevede una sabbiatura, che pulisce il pezzo dalle impurità, una immersione del prodotto in un cestello, con successiva centrifugazione per eliminare l'eccesso, e infine cottura in forno a 300 °C. In base all'effetto desiderato il procedimento può essere ripetuto.
Il dacromet è proprietà di un'azienda francese (Dacral).